# Bekaa-völgy
A Bekaa  (arab: وادي البقاع, Wādī l-Biqā‘) vagy Biká-völgy egy termékeny terület Libanonban, amely ÉK-DNy irányban az ország keleti felét szeli át a Libanoni- és az Antilibanon-hegység között. A Szír–Jordán-árok része. Szélessége kb. 16 km, hossza kb. 160 km. 
A völgy átlagosan 1000 méteres magasságban fekszik a tengerszint felett. A két legjelentősebb libanoni folyó itt ered: északon az Orontész, amely Szíria felé folyik, délen pedig a Litani, amely először déli, majd nyugati irányban halad. 
Itt van Libanon legjelentősebb mezőgazdasági területe. A fő termények: gabonafélék (búza, árpa), zöldségfélék (burgonya, paradicsom, uborka), gyümölcs (citrusfélék, szőlő, alma, sárgabarack), ipari növények (cukorrépa, dohány, gyapot) és olívabogyó. Sokan illegálisan kannabiszt is termesztenek.
A terület 200–800 mm csapadékmennyiséget kap évente, de a vízhiány növekvő probléma. A völgy a Libanoni-hegység esőárnyékában fekszik, amely a nagy esőket és a havat többnyire a hegységtől nyugatra csapja ki. A sok öntözőcsatorna sem hatékony, és pazarló a vízzel. A kezeletlen szennyvíz az értékes vízkészletek szennyezésével is hozzájárul a vízproblémákhoz. 